# A Ideia Perigosa de Darwin
A Ideia Perigosa de Darwin (em Portugal) ou A Perigosa Ideia de Darwin (no Brasil), Darwin's Dangerous Idea no original em inglês, é um livro da autoria de Daniel C. Dennett (1995) que explora os efeitos que a teoria da evolução de Charles Darwin terá produzido no pensamento filosófico ocidental.
Segundo o autor, a teoria de Darwin sugere que a vida no planeta Terra foi produzida por um processo algorítmico absolutamente cego, enquanto pensadores da época de Darwin defendiam que só Deus poderia criar todas as coisas concebidas.
Através da seleção natural, a concepção e a própria noção de Deus seriam criadas a partir de coisas mais simples. Através da biologia, Darwin teria encontrado uma solução para um problema de filosofia antiga: as origens da concepção.

## Gruas e Ganchos Celestes
Dennett introduz termos como "gruas" (mecanismos que produzem concepção de baixo para cima sem a necessidade de uma entidade superior) e "Ganchos Celestes" (mecanismos que criam concepção por meios milagrosos), colocando-os com um papel preponderante de entre os possíveis mecanismos susceptíveis de criar concepção. Defende também a ideia de que Darwin conseguiu encontrar um processo de concepção que dispensa a existência de uma inteligência superior, baseado na ideia de seleção natural.

## Adaptacionismo
Um dos temas discutidos no livro é o adaptacionismo. O autor procura mostrar que os tímpanos de Stephen Jay Gould na realidade não existem e são de facto exaptações. Dennett concede que Stephen Jay Gould chamou a atenção para alguns problemas importantes como o pan-adaptacionismo, mas defende que os darwinistas clássicos nunca foram adaptacionistas e que sempre tomaram em consideração outros factores. Dennett mostra que Stephen Jay Gould não refutou o adaptacionismo. Pelo contrário, deu-lhe mais consistência.

## Críticas
Fundamentalismo darwiniano ou fundamentalismo darwinista é o título de um artigo de Stephen Jay Gould, no qual ele faz uma ávida crítica contra Daniel Dennett e Richard Dawkins, colocando-os como extremistas, ou "ultra-darwinistas". Ele critica o livro de Dennett como "o manifesto filosófico dos ultras do puro adaptacionismo". Ele afirma que este livro é lido como a caricatura da caricatura.
se Richard Dawkins trivializou a riqueza de Darwin ao aderir para a mais estrita forma de argumento adaptacionista num modo maximamente reducionista, então Dennet, como divulgador de Dawkins, consegue converter um imperfeito e improvável relato em numa doutrina ainda mais simplista e inflexível. Se a história, como muitas vezes se nota, refaz grandiosidades em paródias, e se T. H. Huxley de fato agiu como o "buldogue de Darwin", então é difícil resistir de pensar em Dennet, no seu livro, como "cachorrinho de madame de Dawkins"
A descrição de fundamentalismo darwiniano é também utilizada por criacionistas para descrever qualquer cientista que defenda a evolução de modo a fazer passar a ideia de que esses cientistas manifestam as mesmas características dos fundamentalistas religiosos, como intolerância, obscurantismo e dogmatismo.